# Ereño
Ereño és un municipi de Biscaia, a la comarca de Busturialdea-Urdaibai. El 2023 tenia 276 habitants.